# JÖ (Zeitschrift)
JÖ ist ein österreichisches Schülermagazin für die 5. und 6. Schulstufe. Es beinhaltet unter anderem Lesestoff zu den Themen Umwelt und Natur, Literatur und Geschichte, Technik und Wissenschaft sowie Beiträge über Stars und Szene.

## Geschichte

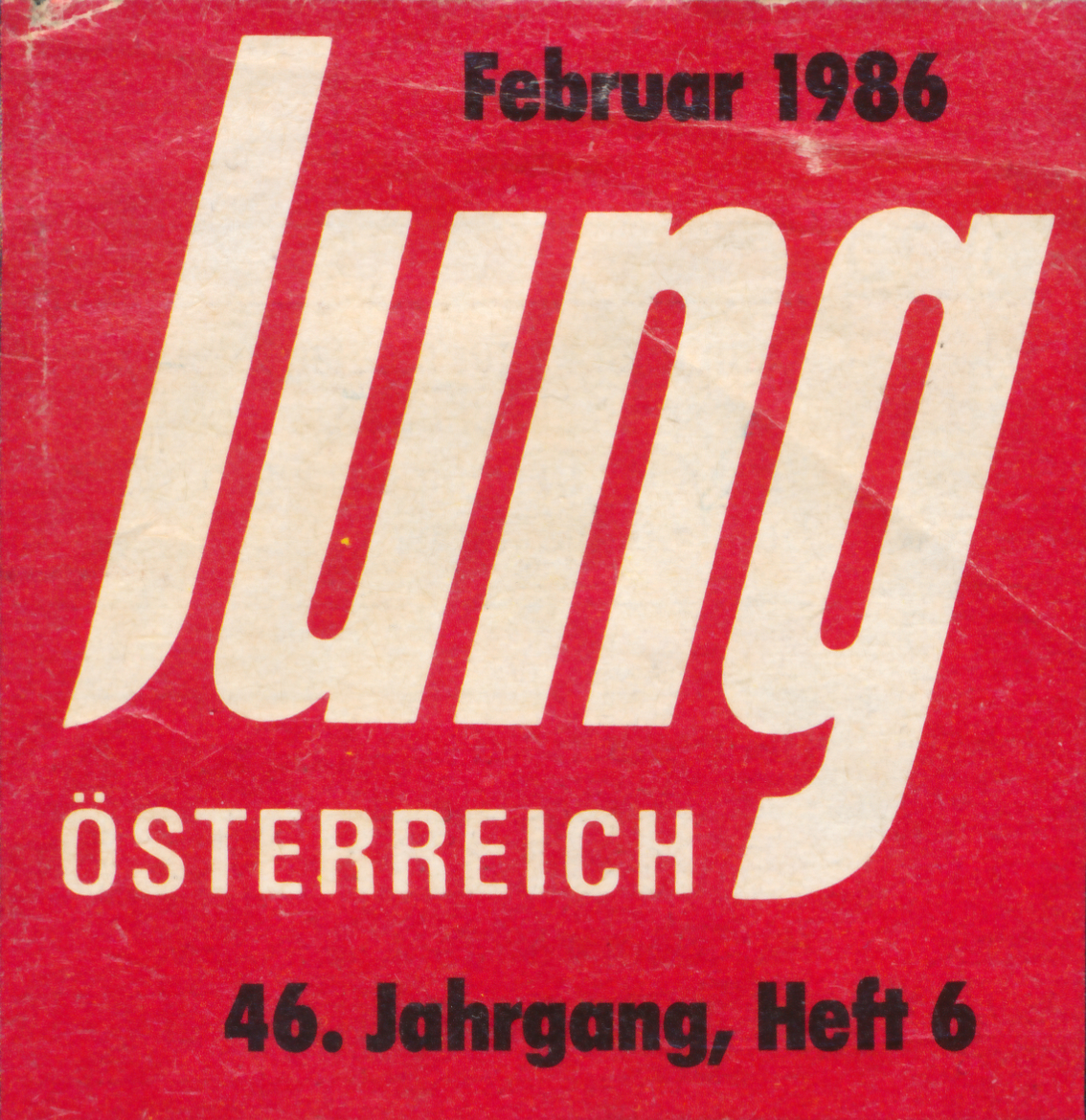
Titelkopf eines Jung-Österreich-Heftes von 1986

JÖ ist ein Magazin des Bildungsmedienverlags „JUNGÖSTERREICH“ Zeitschriftenverlag GmbH & Co KG in Innsbruck. Der Vertrieb erfolgt hauptsächlich über Schulen. JÖ erscheint unter diesem Titel – im Format von etwa DIN A4 – seit dem Schuljahr 1988/89. Zuvor hieß es Jung-Österreich, war als Klassenlesestoff ab der 5. Schulstufe vorgesehen und hatte ein kleineres Format von etwa 22 × 15 cm. Eigentümer, Herausgeber und Verleger des damaligen Jung-Österreich war die Wagner’sche Universitätsbuchdruckerei Buchroithner & Co, die Auslieferung übernahm der Verlag Jungösterreich. Nach Angaben in Impressen von 1976 und 1986 verstand es sich als Schülerzeitschrift des Österreichischen Jugendrotkreuzes und zuletzt als Jugendmagazin des Österreichischen Jugendrotkreuzes unter Mitwirkung des Österreichischen Buchklubs der Jugend.
Die Beteiligungen des Österreichischen Jugendrotkreuzes und des Buchklubs der Jugend endeten 2019. Seit dem Schuljahr 2019/20 geben beide gemeinsam eigene Schülermagazine heraus. Seit September 2019 wird JÖ stattdessen gemeinsam mit dem SOS-Kinderdorf Österreich und dem WWF Österreich herausgegeben.